# خطیب عراقی
ابراهیم بن منصور بن مُسلم مصری با کنیهٔ ابواسحاق، شهرت‌یافته به خطیبِ عراقی (۱۱۱۶–۱۲۰۰م) فقیه شافعی مصری در سدهٔ ششم هجری/دوازدهم میلادی بود. او بالاترین شافعی مصر در روزگار خود شمرده می‌شود. به بغداد رفت و آنجا فراگرفت، پس از بازگشت، به عراقی شهرت یافت. آثاری نگاشت که برجسته‌ترین آن‌ها شرح مهذب از شیرازی در ده جزء است.